# Nordlig skivsnäcka
Nordlig skivsnäcka (Gyraulus acronicus) är en snäckart som först beskrevs av A. Férussac 1807.  Nordlig skivsnäcka ingår i släktet Gyraulus och familjen posthornssnäckor. Arten är reproducerande i Sverige.